# بينهيم
بينهيم (بالفرنسية: Beinheim)‏ هي بلدية تقع في إقليم الراين الأسفل من منطقة ألزاس في شمال شرق فرنسا. تبلغ مساحة هذه المدينة 15.23 (كم²)، يبلغ عدد سكانها 1886 نسمة حسب إحصاء المعهد الوطني للإحصاء والدراسات الاقتصادية سنة 2009 م. وترأس Bernard Hentsch البلدية خلال فترة (2008 - 2014).

## أعلام
- فرانسوا براتشي

## وصلات خارجية
- صفحة البلدية على موقع المعهد الوطني للإحصاء والدراسات الاقتصادية